# Аклердиды
Аклердиды (лат. Aclerdidae) — семейство червецов подотряда Sternorrhyncha. Тело плоское, восковый покров незначителен, ноги отсутствуют, усики редуцированы. Питаются соками растений, главным образом, из семейства злаковые. Более 50 видов в 5 родах Кроме злаков, отмечено питание на растениях некоторых других семейств: виды Rhodesaclerda найдены на Combretum (из Combretaceae), вид Aclerda tillandsiae — на Tillandsia (семейство Бромелиевые), а вид Kwazulaclerda loranthi — на Loranthus (семейство Ремнецветниковые). Для бывшего СССР указывалось 2 вида, в том числе Nipponaclerda turanica. 

## Распространение
Наибольшее число видов представлено в Северной Америке. Неарктика (20 видов), Афротропика (10 видов), Неотропика (7 видов), Ориентальный регион (14 видов), Палеарктика (13 видов), один вид в Австралазии (Aclerda sellahispancia).

## Систематика
Более 50 видов, 5 родов.
- Род Aclerda Signoret, 1874 — около 50 видов, в том числе в Европе:
  - Aclerda berlesei Buffa, 1897
  - Aclerda signoreti (Lindinger, 1912)
  - Aclerda subterranea Signoret, 1874
  - Aclerda tokionis (Cockerell, 1896)
  - Aclerda takahashii
- Род Kwazuluaclerda — 1 вид
  - Kwazuluaclerda loranthi Hodgson & Millar
- Род Lecanaclerda — 1 вид
  - Lecanaclerda macropoda Hodgson & Millar
- Род Nipponaclerda — 4 вида
  - Nipponaclerda biwakoensis (Kuwana)
  - Nipponaclerda leptodermis Wang & Zhang
  - Nipponaclerda triumpha Zhang, X.
  - Nipponaclerda turanica (Borchsenius) — Черепицевидный червец — Дагестан[2] и Средняя Азия[5]
- Род Rhodesaclerda — 3 вида
  - Rhodesaclerda combreticola McConnell
  - Rhodesaclerda halli McConnell
  - Rhodesaclerda insleyae Hodgson & Millar